# 최인철
최인철(1973년 6월 6일~)은 대한민국의 축구 지도자다.

## 지도자 경력

### 초기 경력
이른 나이에 폐렴으로 선수 생활을 마감하고 지도자의 길로 들어섰으며 대한민국 여자 축구 국가대표팀의 각급 코치를 거쳐 2010년 U-20 여자대표팀 감독에 취임한 뒤 2010년 FIFA U-20 여자 월드컵에 참가해 팀을 3위로 이끌었다.
이후 대한민국 여자 축구 국가대표팀의 감독을 맡아 2010년 아시안 게임에서 팀의 동메달 획득에 공헌하면서 지도력을 인정받았으며 2012년 WK리그 인천 현대제철 레드엔젤스의 감독에 취임하였다.
2012년 준우승으로 첫 시즌을 끝냈지만 이후 2013년부터 2018년까지 무려 6년 연속 통합 우승을 기록하며 매번 준우승만 기록하던 현대제철을 한국 여자 축구의 절대 강자로 등극시키며 여자 축구계의 최고의 명장으로 거듭났다.
2019년 9월 윤덕여 감독의 후임으로 여자 대표팀 감독으로 재부임하였지만 폭행 사건에 연루되며 부임 10일만에 감독직에서 물러났고 후임으로는 잉글랜드 출신의 콜린 벨 전 아인트라흐트 프랑크푸르트 여자 축구팀 감독이 선임되었다.

### 인도네시아 대표팀
2021년 5월 인도네시아 축구 대표팀의 수석 코치직에서 물러난 공오균 전 수석 코치의 후임으로 부임하며 신태용 감독을 보좌하게 되었다.
그리고 수석 코치 부임 후 첫 대회인 2020년 AFF 챔피언십에서 신태용 감독 등 코칭스태프와 함께 어린 선수들을 이끌며 5년만의 결승 진출 및 준우승의 값진 성과를 거두었고 이듬해 6월에 열린 2023년 AFC 아시안컵 3차 예선에서도 신태용 감독을 보좌하며 인도네시아의 16년만의 아시안컵 본선 진출의 쾌거를 이끌었으며 2023년 AFC 아시안컵 본선에서도 인도네시아의 사상 첫 메이저 대회 16강 진출의 쾌거를 이끌었다.
그 후 2024년 AFC U-23 아시안컵 8강전에서 하계 올림픽 9회 연속 본선 진출, 2012년 하계 올림픽 동메달, 2020년 AFC U-23 아시안컵 우승, 아시안 게임 최다 우승에 빛나는 자신의 조국 대한민국과 승부차기까지 가는 접전 끝에 대한민국의 10회 연속 올림픽 본선행을 가로막음과 동시에 인도네시아의 사상 첫 AFC 주관 대회 4강 진출의 새 역사를 썼다.
그리고 2026년 FIFA 월드컵 아시아 지역 2차 예선에서도 같은 동남아시아팀인 베트남, 필리핀을 제치고 인도네시아 축구 역사상 첫 월드컵 아시아 최종 예선 진출 및 통산 6번째이자 2회 연속 아시안컵 본선 진출을 이끌어내면서 태국, 베트남에 이어 역대 3번째로 월드컵 아시아 최종 예선에 진출한 동남아시아팀으로 만들어냈다.

## 논란
2019년 9월 여자 축구 대표팀 재부임한지 얼마 안되어 과거 대표팀 감독 시절 2012년 하계 올림픽 아시아 지역 예선 기간 동안 공개된 훈련 장소에서 특정 선수를 폭행했으며 현대제철 감독 시절에도 선수들의 뺨을 때리고 주먹질을 하는 등 상습적으로 폭행과 폭언 및 성희롱을 했다는 주장이 제기되며 논란이 일었고 피해 선수들은 병원 치료를 받거나 은퇴를 고민하기도 했다고 했지만 이에 최인철 감독 본인은 강력하게 혐의를 부인했다.
또한 추가적으로 최인철 감독이 과거 중고등학교 축구부 감독 시절에도 미성년자인 중·고등학교 제자들을 손과 주먹, 물건을 이용해 선수들을 때렸었다는 사실까지 추가적으로 폭로되었고 결국 9월 9일부로 대표팀 감독직에서 사임하였다.

## 수상

### 지도자 (클럽)
인천 현대제철 레드엔젤스
- WK리그 : 우승 (2013, 2014, 2015, 2016, 2017, 2018), 준우승 (2012)

### 지도자 (국가대표팀)
대한민국 여자 U-20
- FIFA U-20 여자 월드컵 : 3위 (2010)

 대한민국 여자
- 아시안 게임 : 동메달 (2010)

 인도네시아 (수석 코치)
- 동남아시아 축구 선수권 대회 : 준우승 (2020), 4강 (2022)